# La Fille de Camargue
La Fille de Camargue est un film muet français réalisé par Henri Étiévant et sorti en 1921.

## Fiche technique
- Réalisation : Henri Étiévant
- Pays de production : France
- Format : Noir et blanc - Muet
- Date de sortie :
  - France : 1921

## Distribution
- Stacia Napierkowska
- Charles Vanel